# Britisch-Ceylon
Die britische Kolonie Ceylon (Sinhala: බ්‍රිතාන්‍ය ලංකාව Britanya Lankava Tamil: பிரித்தானிய இலங்கை Birithaniya Ilangai) bestand von 1815 bis 1948 und umfasste das heutige Sri Lanka. Offiziell British Settlements and Territories in the Island of Ceylon von 1802 bis 1833, dann Island of Ceylon and its Territories and Dependencies von 1833 bis 1931 und schließlich Island of Ceylon and its Dependencies von 1931 bis 1948.

## Geschichte
Die Insel Ceylon (so der historische Name, der Name Sri Lanka wurde erst ab 1972 geläufig) war seit 1640 eine Kolonie der Niederländischen Ostindien-Kompanie. Als die Niederlande in Folge des Ersten Koalitionskrieges 1792 bis 1797 von den Armeen des postrevolutionären Frankreich besetzt wurden, wurde anstelle der bisherigen Republik der Sieben Vereinigten Provinzen die Batavische Republik, eine französische Tochterrepublik ausgerufen.
Das Königreich Großbritannien, das sich mit Frankreich im Kriegszustand befand, fürchtete eine Machtübernahme Frankreichs in den niederländischen Kolonien (Kapkolonie, Ceylon, Niederländisch-Indien und andere) und ließ diese durch britische Truppen besetzen. Nach der verlorenen Seeschlacht bei Camperduin waren die niederländischen Kolonien schutzlos preisgegeben. Wilhelm V., Statthalter der Niederlande, der vor den französischen Truppen nach England geflüchtet war, überschrieb die Insel dem britischen König. So war Ceylon ab 1803 britische Kronkolonie. Im Zuge des Britisch-Französischen Kolonialkonflikt wurde die Insel kurzzeitig von 1810 bis 1812 vom französischen Kaiserreich besetzt. 1813 wurde die Insel bis auf das Königreich von Kandy wieder britisch und kam nach dem Wiener Kongress 1815 endgültig unter britische Herrschaft. Nach der Niederlage Napoleons 1814/15 erhielten die Niederlande zwar Niederländisch-Indien zurück, andere Kolonien, darunter auch Ceylon, verblieben in britischem Besitz.
1815 konnten die Briten auch das Königreich Kandy gewinnen, der letzte sri-lankische König Vikrama Rajasinha wurde verhaftet und nach Indien verbracht. Bis 1818 wurden letzte Aufstände niedergeschlagen. In den Folgejahren wurde insbesondere die Infrastruktur ausgebaut und der Anbau von Kaffee in Plantagen gefördert. Ab 1840 wurden indische Tamilen zur Arbeit auf den Plantagen im Hochland angeworben. Seit 1860 lösten Teeplantagen den Anbau von Kaffee ab. Eine erste zumindest teilweise gewählte Volksvertretung gab es in Ceylon ab 1911. Während des Ersten Weltkriegs kamen erste nationale Bewegungen auf. Die 1917 gegründete „Ceylon Reform League“, die zwei Jahre später im „Ceylon National Congress“ aufging, konnte eine Verfassungsreform durchsetzen, bei der 19 von 27 Mitglieder der gesetzgebenden Versammlung gewählt werden sollten. Allerdings zerbrach diese Nationalbewegung aufgrund von Streitigkeiten zwischen Singhalesen und einheimischen Tamilen. Auch nach der „Donoughmore-Kommission“ (1927/28) kam es zu keiner wirklichen Mitbestimmung der einheimischen Bevölkerung in der Regierung. Zwar wurden jetzt sieben der zehn Minister gewählt, doch die drei wichtigsten Ministerposten wurden weiterhin vom britischen Gouverneur vergeben. Das Frauenwahlrecht wurde 1931 eingeführt.
Während des Zweiten Weltkriegs, bei dem die Japaner u. a. die Hauptstadt Colombo bombardierten, kamen verstärkt nationale Unabhängigkeitsbewegungen auf. Die United National Party unter Don Stephan Senanayake erreichte im Juni 1947, dass Ceylon britisches Dominion wurde. Am 4. Februar 1948 wurde Ceylon schließlich unabhängig innerhalb des Britischen Commonwealth.